# Johan Thorn Prikker
Johan Thorn Prikker est né le 6 juin 1868 à La Haye et mort le 5 mars 1932 à Cologne. C'est un artiste néerlandais qui a travaillé en Allemagne après 1904. Ses activités étaient très éclectiques, notamment l'architecture, la lithographie, le mobilier, les vitraux, les mosaïques, les tapisseries et les couvertures de livres ainsi que la peinture. Il a également travaillé dans des styles variés, comme le symbolisme, l'impressionnisme et l'Art nouveau.

## Biographie

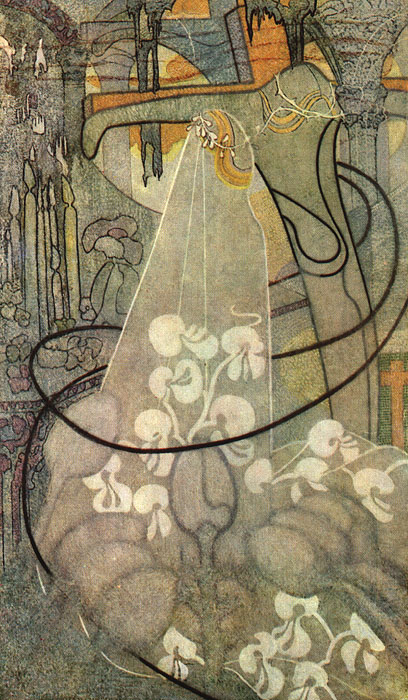
La Mariée (1892)

### Débuts en peinture
Il était le fils d'un peintre en bâtiment. De 1881 à 1887, il est inscrit à la Royal Academy of Art, où il côtoie Breitner qui l'influence beaucoup mais part sans terminer ses études. En 1890, son ami Jan Toorop lui fait découvrir l'œuvre du groupe d'art belge — Le groupe des XX — avec qui il expose. Deux ans plus tard, Joséphin Péladan ll'introduit au Salon de la Rose + Croix. Une grande partie de sa peinture, dans le style symboliste, a été réalisée pendant cette période, de 1891 à 1895.

### Le tournant des Arts appliqués
À partir de 1895, il s'oriente vers les arts appliqués sur les conseils de Henry Van de Velde et commence à dessiner des meubles, des vitraux et des reliures.
En 1898, il devient directeur artistique de la galerie Arts & Crafts à La Haye qui vend de nombreux articles et meubles Art Nouveau en plus des œuvres d'art. La même année, il était marié, mais sa femme est décédée d'une fausse couche un an plus tard. En 1900, il s'est brouillé avec le fondateur de la galerie, Chris Wegerif (1859-1920), et a démissionné. L'année suivante, il rejoint Van Velde et Johan Coenraad Altorf (nl)  pour créer la Villa De Zeemeeuw à Scheveningen pour le dermatologue et mécène W.J.H. Leuring (? -1936); s'efforçant d'en faire une véritable œuvre d'art totale.
Malgré ce succès, le choc entre son esthétique et les styles artistiques dominants, qui était à l'origine de son départ de la galerie, se poursuit. En outre, ses convictions politiques lui ont valu une mauvaise presse (il était anarchiste lorsque la plupart du monde de l'art néerlandais était favorable au socialisme), ce qui a eu un effet négatif sur sa capacité à obtenir du travail. En 1904, il décide de déménager en Allemagne.
En 1904, une salle entière lui est consacré  à la Sécession de Vienne.
Avec l'aide de l'historien de l'art et directeur du musée, Friedrich Deneken, il a pu obtenir un poste d'enseignant à Krefeld au nouveau Handwerker- und Kunstgewerbeschule. Cela lui a donné la main libre pour créer des meubles et des tissus. Il a également emmené ses élèves en excursion pour leur montrer les plaisirs de la peinture en plein air.
En 1910, il quitte Krefeld pour Hagen pour participer au mouvement d'avant-garde parrainé et promu par Karl Ernst Osthaus. Il reçoit rapidement de nombreuses commandes de peintures murales, de mosaïques et de vitraux, dont celles de la Gesellenhaus (salle de réunion) de Neuss, conçues par Peter Behrens. Pendant son séjour à Hagen, il a été professeur à la Kunstgewerbeschule d'Essen et s'est remarié. Son fils de ce mariage, Hein Thorn Prikker (de)  est devenu un coureur de moto professionnel bien connu. Au cours des années 1917 et 1918 à Essen, il a enseigné au jeune Josef Albers ses techniques de fabrication de vitraux, qui ont eu un impact considérable sur l'œuvre d'Albers.
Après un court séjour à Überlingen de 1919 à 1920, il s'installe à Munich où il enseigne la peinture sur verre et l'art monumental, puis transféré à l'académie des Beaux-Arts de Düsseldorf, puis aux écoles d'art et d'artisanat de Cologne en 1926. Il y est resté jusqu'à sa mort. Au cours de sa dernière décennie, il s'est concentré sur les mosaïques et les vitraux.

## Galerie

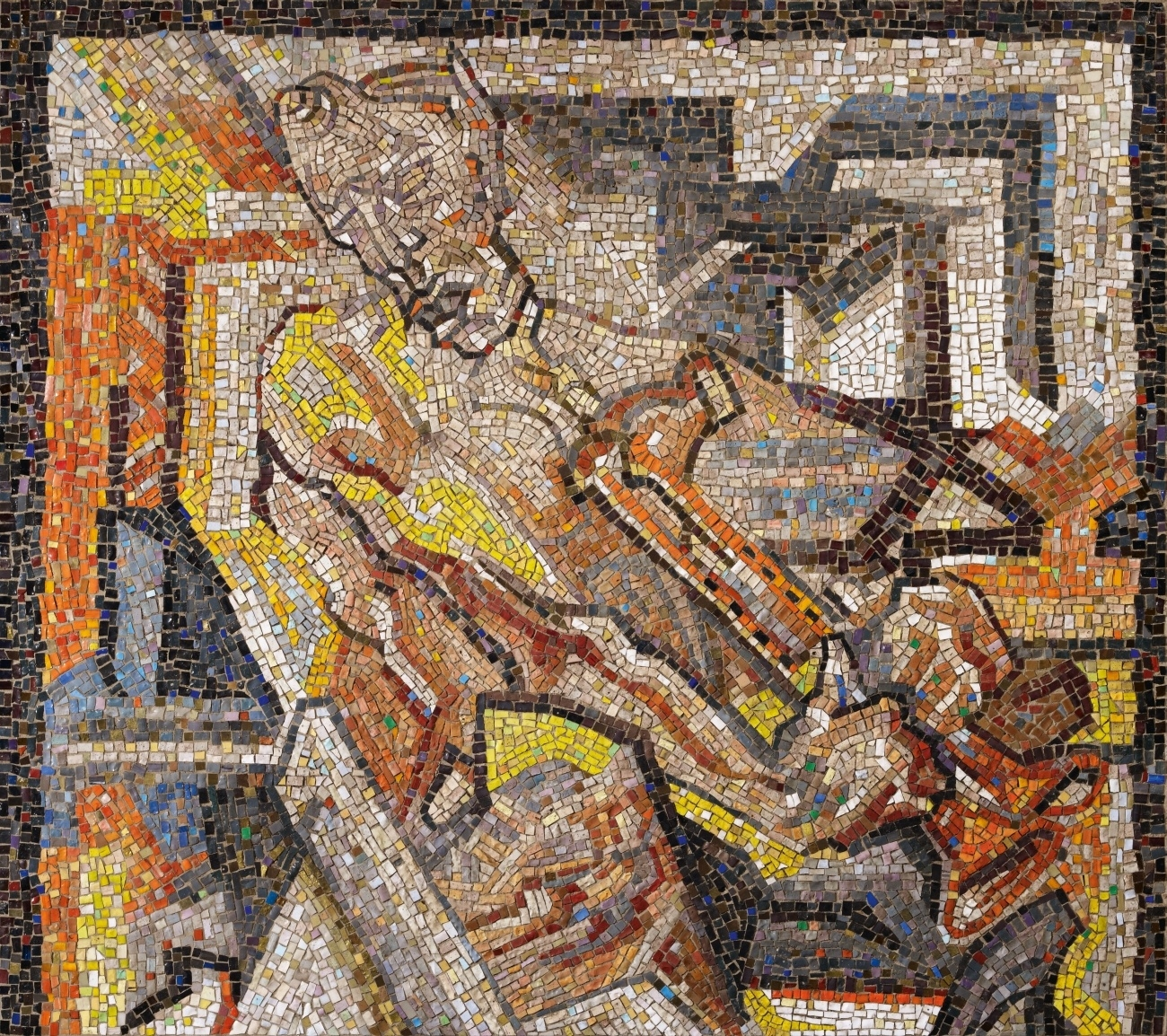
Musique sacrée et profane
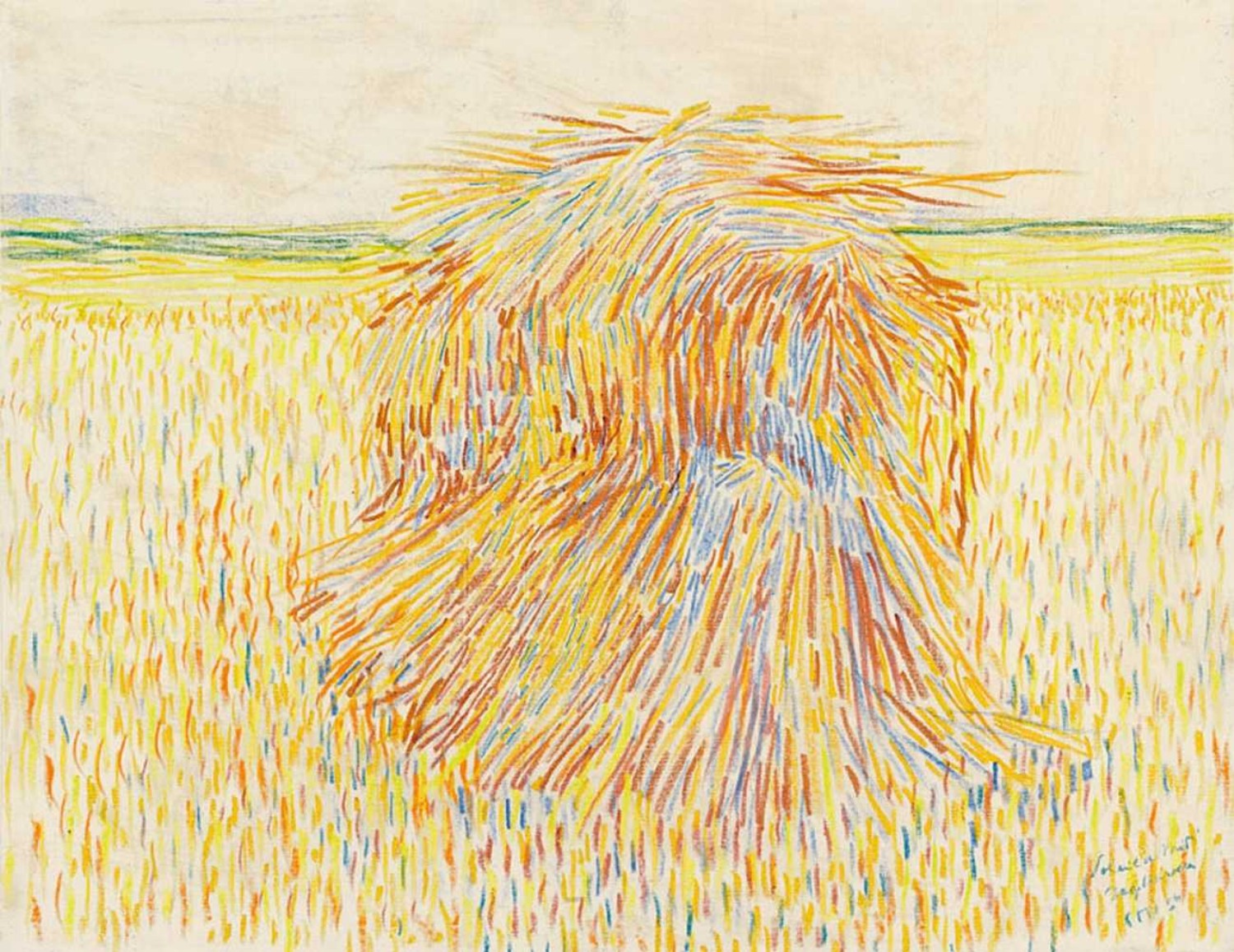
Soleil de midi
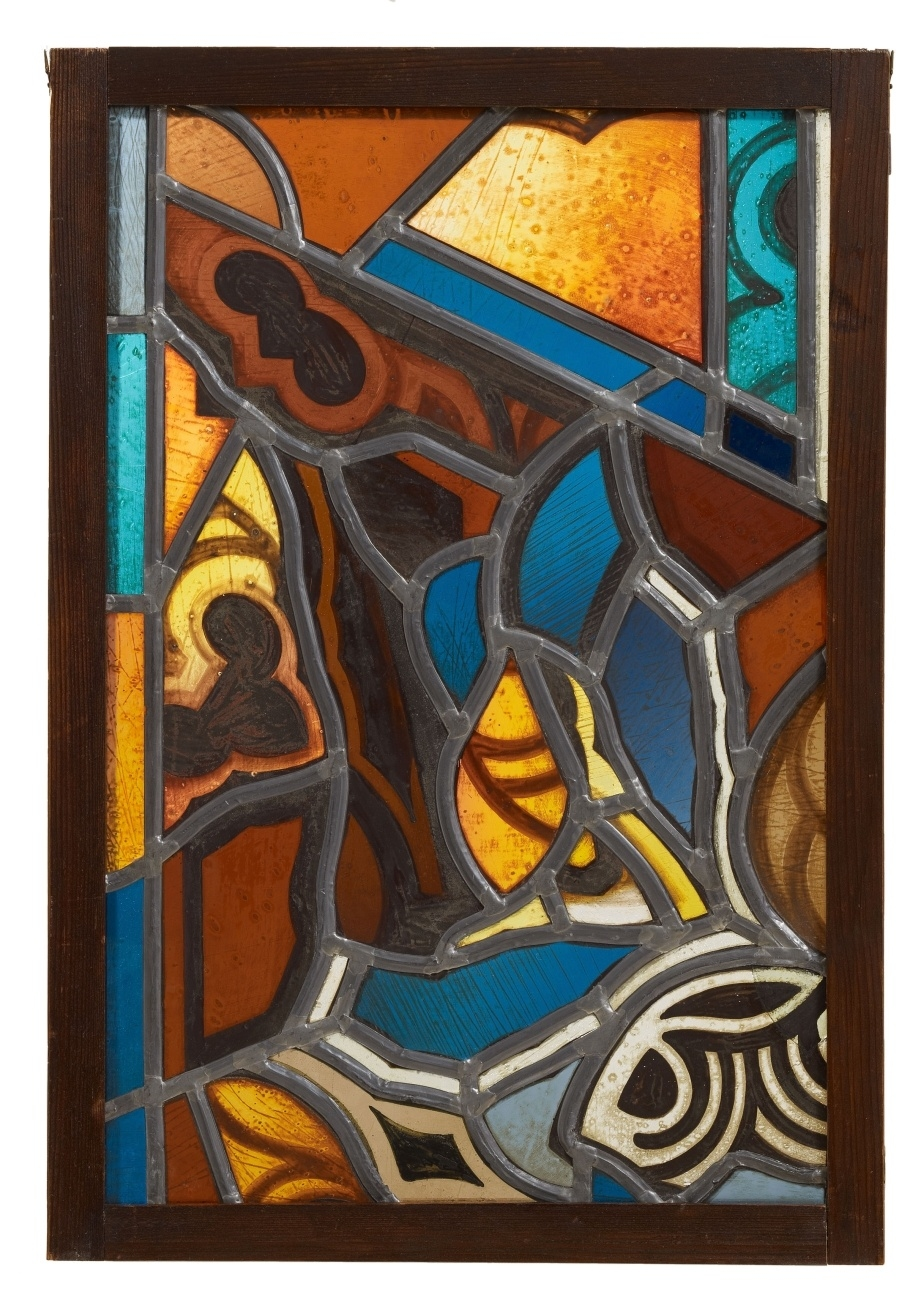
Composition abstraite
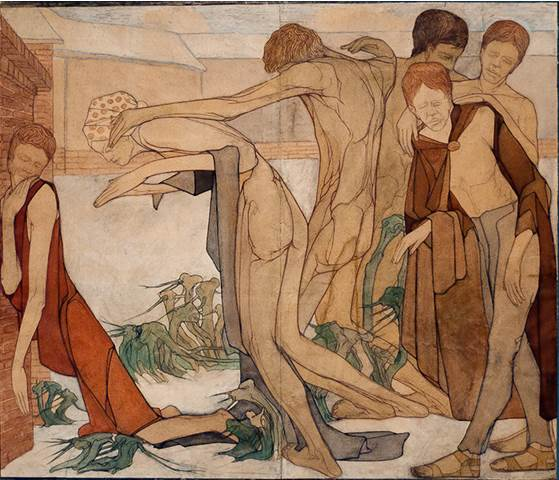
Les aveugles